# احمد فاریابی
احمد فاریابی (زاده: ۱۳۴۳ ولسوالی قیصار، ولایت فاریاب) سیاست‌مدار افغانستانی و نماینده مردم فاریاب در دوره پانزدهم مجلس نمایندگان افغانستان است.

## زندگی‌نامه
احمد فاریابی متولد ۱۳۴۳ از ولسوالی قیصار ولایت فاریاب افغانستان است. وی دارای مدرک تحصیلی خصوص معادل با لیسانس است.

## دیگر فعالیت‌ها
- استاد در مدارس خصوصی ولایت فاریاب.[۱]
- قاضی محکمه ابتداییه ولسوالی قیصار[۱]
- مدرس و خطیب جامع قیصار[۱]
- عضو شورای علمای ولایت فاریاب[۱]